# Hospita
Hospita (łac. Hospitensis) – stolica starożytnej diecezji w Cesarstwie rzymskim w prowincji Numidia, współcześnie w Algierii. Zlikwidowana w VII w. w związku z ekspansją Islamu. Obecnie katolickie biskupstwo tytularne. W latach 1973 – 2015 biskupem tytularnym Hospity był biskup pomocniczy łomżyński Tadeusz Zawistowski.

## Biskupi
| Lp. | Biskup               | Funkcja                                       | Od             | Do              |
| --- | -------------------- | --------------------------------------------- | -------------- | --------------- |
| 1   | José Melhado Campos  | biskup koadiutor diecezji Sorocaba (Brazylia) | 22 lutego 1965 | 8 stycznia 1973 |
| 2   | Tadeusz Zawistowski  | biskup pomocniczy łomżyński                   | 12 maja 1973   | 1 czerwca 2015  |
| 3   | Cristián Roncagliolo | biskup pomocniczy Santiago (Chile)            | 23 marca 2017  |                 |